# Carlos José Castro
Carlos José Chacho Castro (4 de septiembre de 1932 - 11 de diciembre de 2013) fue un político argentino perteneciente al Partido Justicialista. Fue diputado de la Nación Argentina, entre 1993 y 1997, intendente de Brandsen, entre 1987 y 1989, y diputado de la Provincia de Buenos Aires por la tercera sección electoral en dos oportunidades.

## Biografía y vida personal
Carlos José Castro nació el 4 de septiembre de 1932, siendo único hijo de José Carlos Castro y de Elena Prugna. Su padre José Carlos, escribano de profesión, fue un activo político, que se desempeñó como Secretario municipal durante el gobierno del intendente conservador Emilio Díaz Arano y como concejal, por el Partido Justicialista.
Se desempeñó como docente de las materias Educación Física e Instrucción Cívica en la Escuela Técnica e Industrial N°1 y en la Escuela Secundaria N.º 2 de Brandsen, y como docente universitario de la materia Derecho Constitucional. Contrajo matrimonio con Susana Farías, con quién fue padre de 3 hijos:  Carlos José, María Susana y María Elena. Falleció el 11 de diciembre de 2013
En diciembre de 2020 el Concejo Deliberante de Brandsen, mediante la ordenanza N.º 2119/20, resolvió imponer el nombre de "Carlos Chacho Castro" a una calle de dicha localidad, en homenaje a su carrera docente, profesional y política

## Carrera política
Tuvo una destacada militancia y trayectoria en el seno del peronismo, siendo presidente del Consejo Justicialista de Brandsen desde 1973 hasta 2001, y Congresal Nacional del Partido Justicialista. El 11 de marzo de 1973 fue electo por primera vez como diputado provincial por la tercera sección electoral, asumiendo el cargo de Vicepresidente segundo de la Cámara de Diputados de la Provincia de Buenos Aires.
En 1987, bajo el sello del Frente Renovador Justicialista, Chacho Castro fue electo como intendente de Brandsen, cargo que ocupó hasta 1989, cuando nuevamente resultó electo como diputado bonaerense de la tercera sección, integrando la lista del Frente Justicialista de Unidad Popular que llevaba, entre otros, a dirigentes como Osvaldo Mercuri y Baldomero Álvarez de Olivera.
En las elecciones del 3 de octubre de 1993 fue electo diputado Nacional, llegando a presidir la Comisión de Educación en el Congreso de la Nación, destacando su asistencia perfecta a las sesiones durante su mandato, el cual concluyó en 1997.